# Zona metropolitană Brașov

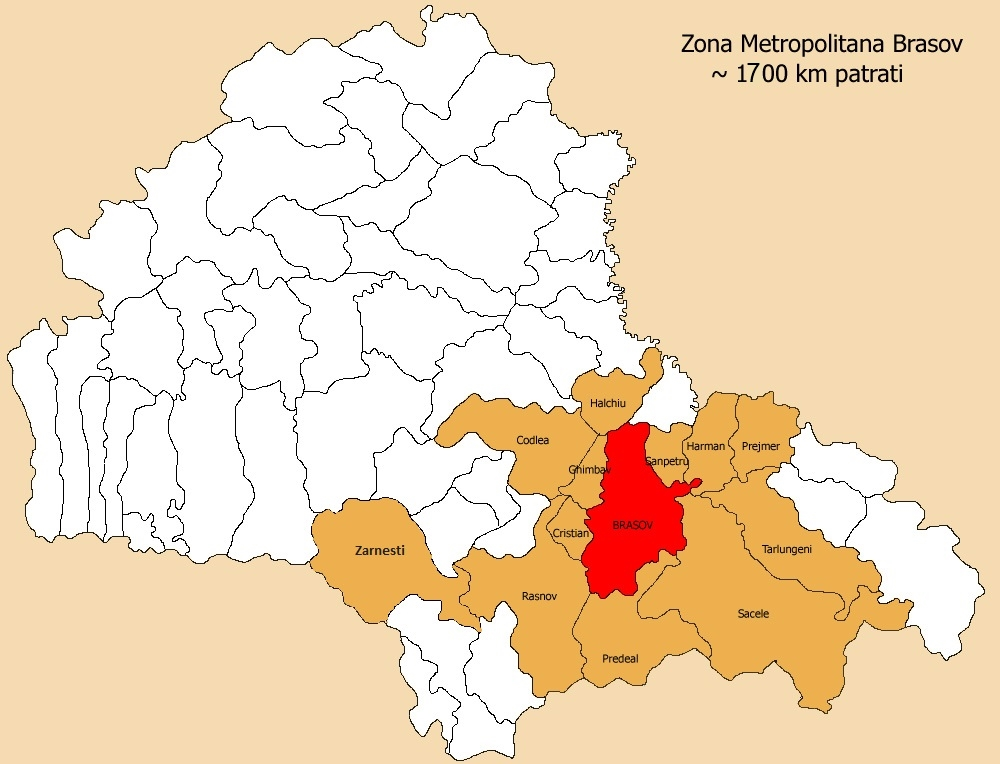
Teritoriul zonei metropolitane Brașov

Zona metropolitană Brașov este o zonă metropolitană din județul Brașov, România, ce cuprinde municipiul Brașov și 16 comunități învecinate acestuia, constituită în scopul creării de noi oportunități de afaceri, al construcției și amenajării de locuințe și locuri de recreere, al atragerii de investiții mai consistente, și al coordonării mai bune a proiectelor de mediu și infrastructură. În prezent zona are o populație de 406.611 de locuitori. Suprafața actuală a zonei metropolitane este în jur de 1700 kilometri pătrați.

## Cele 17 comunități
- Municipiile Brașov, Codlea, Săcele;
- Orașele: Ghimbav, Predeal, Râșnov și Zărnești;
- Comunele: Cristian, Sânpetru, Hălchiu, Tărlungeni, Prejmer, Hărman, Bod, Vulcan, Feldioara și Budila.

Brașovul, un pol național de creștere din Regiunea Centru, este în același timp și
un motor al dezvoltării. În planul dezvoltării intra-regionale Brașovul se distanțează de celelalte
orașe. Atractivitatea sa se datorează poziției geografice, infrastructurii de transport și rețelei de
utilități dezvoltate, reliefului diversificat și atractiv, forței de muncă calificate. Nivelul calității vieții
populației din municipiului Brașov este superior celui existent în alte orașe. Datorită existenței
unei universități de stat și a cinci universități private, Brașovul se dovedește a fi un centru
regional universitar important (cu aprox. 40.000 studenți).
Rețeaua urbană în regiune este foarte bine conturată, cu structuri urbane mature și bine
dezvoltate. Cele mai mari orașe, cu peste 100 mii locuitori, sunt variat dezvoltate și corespund
unor puncte de interes comercial și productiv, pe vechi trasee de schimb economic. Aceasta
explică faptul că Brașovul are cel mai mare grad de urbanizare din regiunea Centru (74,7%). În
interiorul regiunii, Municipiul Brașov este cel mai competitiv în termenii PIB/ locuitor și ai
productivității muncii.

## Statistici
Date referitoare la localitățile implicate în proiect: